# Deutschland osztály (csatahajók)
A Deutschland-osztály a Német Császári Haditengerészet egyik pre-dreadnought mintájú egységekből álló csatahajóosztálya volt. Az osztály tagjai a Deutschland, a Pommern, a Schlesien, a Schleswig-Holstein és a Hannover voltak.
A hajókat 1903 júliusa és 1904 novembere között kezdték el építeni Kielben, Stettinben, Wilhelmshavenben, és Danzigban. Mindegyik hajó építési költsége meghaladta a 24 millió márkát. Egységei az előző Braunschweig-osztályhoz erősen hasonlítottak, de annál erősebb volt a páncélzatuk. Már építésük alatt elavulttá váltak a brit Dreadnought 1906-os elkészültével. Az ezután épített Nassau-osztály egységei már dreadnought-típusú csatahajók voltak, így a Deutschland-osztály lett Németország utolsó régi mintájú csatahajóosztálya.
Szolgálatba állításukkal Németország elég egységgel rendelkezett két teljes csatahajóraj felállításához. Ennek következményeként szervezték meg a Nyílt-tengeri Flottát (Hochseeflotte), mely a Császári Haditengerészet (Kaiserliche Marine) főerőit tömörítette. Az elavultságuk ellenére mind az öt hajó részt vett a skagerraki csatában 1916 május-júniusának fordulóján. A csata végén a Pommern torpedótalálat következtében felrobbant és teljes legénységével odaveszett. Ezután kivonták őket a Hochseeflotte kötelékéből és másodlagos jelentőségű feladatokkal bízták meg őket. A versailles-i békeszerződés értelmében e négy elavult csatahajót Németország megtarthatta partvédő páncélosként.
A Deutschlandot ennek ellenére 1920-1922 között lebontották, a Hannovert pedig célhajónak tervezték átalakítani, de erre nem került sor és végül 1944-1946 között bontották le. Csak a Schlesient és a Schleswig-Holsteint tartották meg első vonalbeli hadihajóként a Reichsmarine kötelékében és szolgáltak a Kriegsmarine állományában is. A Schleswig-Holstein 1926 és 1935 között a német flotta zászlóshajója volt. A második világháború idején korlátozott mértékben került sor harci alkalmazásukra. A Schleswig-Holsteinnek a Westerplattéra leadott lövései a külvilág számára a háború első lövéseiként váltak ismertté. A világháború vége felé mindkét hajó elsüllyedt.

## Tervezése

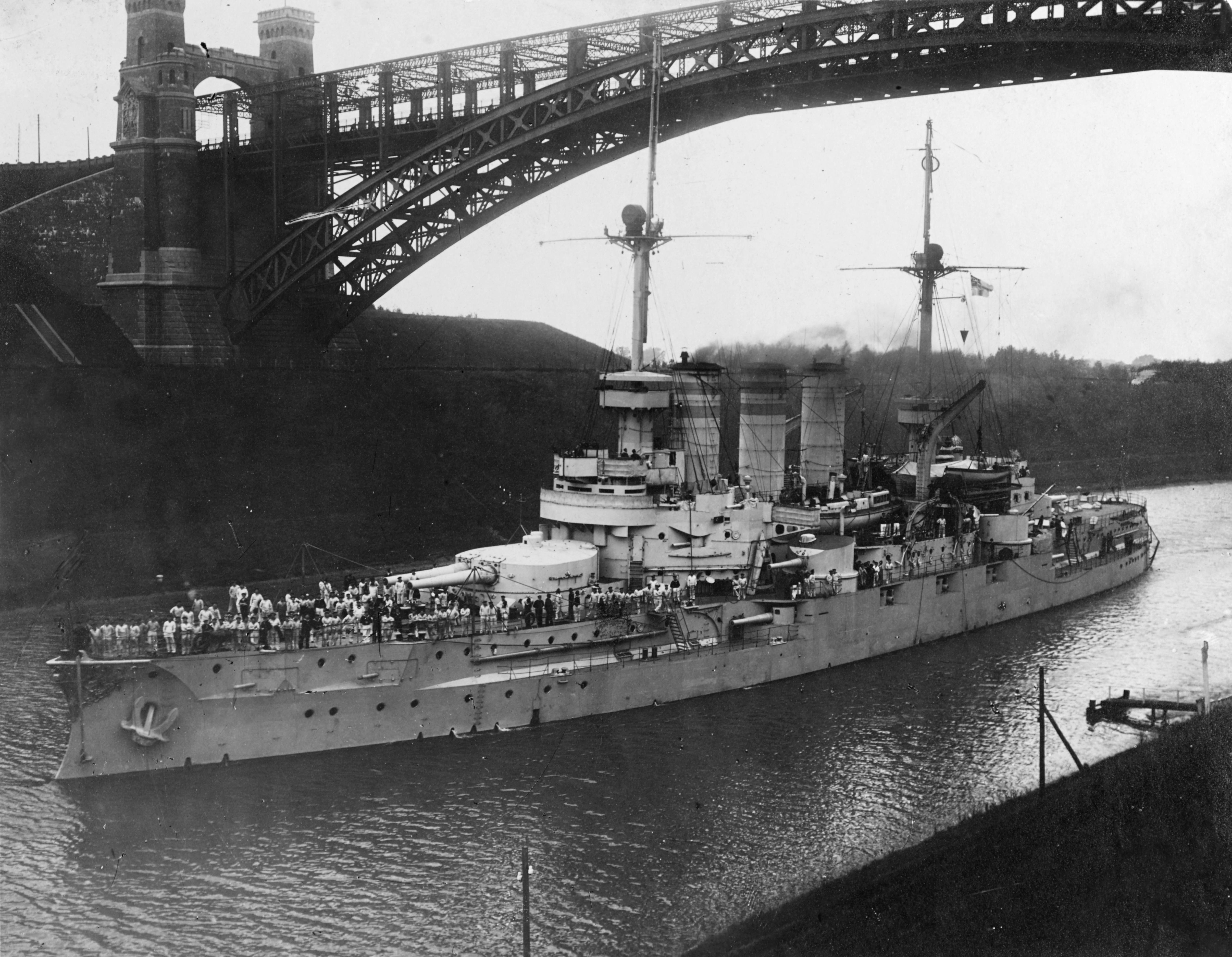
A Braunschweig-osztályú Lothringen a Vilmos-császár-csatornán. E hajók tervei a Deutschland-osztály terveihez szolgáltak alapul

1900-ban Alfred von Tirpitz altengernagy, a Birodalmi Haditengerészeti Minisztérium (Reichsmarineamt) államtitkára elfogadtatta az 1898-as első tengerészeti törvény módosítását, melynek értelmében a flotta csatahajóinak számát 38-ra növelték volna. (A törvény eredeti formája szerint 1904. április 1-re a flottának összesen 19 csatahajóval kellett rendelkeznie a Wittelsbach-osztály öt egységének hadrendbe állításával.) Az első építendő osztályt, a Braunschweig-osztályt látták el először 28 cm űrméretű, 40-es kaliberhosszúságú gyorstüzelő ágyúkkal (28 cm SK L/40), ami jelentős tűzerőbeni növekedést jelentett a korábbi német csatahajókhoz képest. A haditengerészet parancsnoksága először tíz Braunschweig-osztályú egység megépítését tervezte, az 1901-es fiskális évtől kezdődően évi két egység megépítésének hozzálátva, de végül csak öt került megépítésre. Az építésük alatt számos kisebb módosítást hajtottak végre rajtuk, így az utolsó mindig valamennyire más lett mint az előző. Mire pedig hozzáláttak a második egység megépítésének az 1903-as fiskális évben, egy már jóval nagyobb mértékben módosított terv készült el.
A terveken a csatahajó másodlagos és harmadlagos fegyverzetén jelentős változtatásokat hajtottak végre, aminek az eredménye a Deutschland terveinek megszületése lett az eredménye. A tervezők elhagyták a szárnytornyokat, melyek a Braunschweig-osztálynál a másodlagos tüzérség néhány lövegének helyet adtak, mivel ezek a tornyok erős alátámasztást igényeltek. Ezek mellőzése lehetővé tette a tervezők számára, hogy a másodlagos tüzérséget jóval hatékonyabb elrendezéssel teljes egészében kazamatákban helyezzék el. A tornyok elhagyása a fedélzeten is teret szabadított fel, ami egy-egy újabb 8,8 cm-es löveg elhelyezését tette lehetővé és az elülső négy ilyen ágyú lőrésekben kaphatott helyet. A Deutschland és a Hannover úgy lett kialakítva, hogy flottazászlóshajóként is alkalmazható legyen. Ehhez a többletszemélyzet elhelyezésére alkalmas terekkel kellett rendelkezzenek. A Deutschland után, mely vízcsöves és tűzcsöves kazánokból álló kevert kazánrendszerrel rendelkezett, a többi egység már egységesen vízcsöves kazánokat kapott. Ezek könnyebbek voltak és az általuk megspórolt súlyt az övpáncél vastagságának kismértékű növelésére és a felső fedélzet páncélzatának megerősítésére fordították.
A hajóosztály terveit kritikák érték Németországban még az egységeinek épülése közben, mivel az összes nagyobb haditengerészet csupa nagy ágyúkkal rendelkező csatahajók  (all-big-gun battleship) megépítésére törekedett és a későbbi Nassau-osztály tervein már 1903 óta dolgoztak. Tirpitz tengernagy mégis ragaszkodott a Deutschland-osztály megépítéséhez, főként azért, mert ezeknél nagyobb hajókat a német infrastruktúra nem tudott kezelni, legfőképpen pedig nagyobb hajók a Vilmos-császár-csatornán nem tudtak volna áthaladni. A csatorna kiszélesítése és a kikötői létesítmények bővítése jelentős költségeket emésztett volna fel és Tirpitz el akart kerülni egy újabb költségvetési vitát a Reichstaggal ilyen rövid idő elteltével az 1900-as törvény elfogadtatása után.

### Általános jellemzők

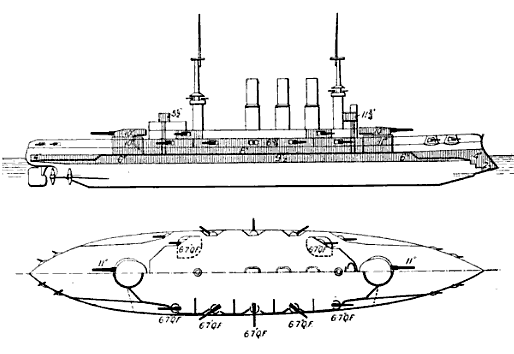
A Deutschland-osztály vázlati rajza

A Deutschland-osztály hajóinak a vízvonal menti hosszúsága 129,5 m, teljes hosszúsága 127,6 m, szélessége 22,2 m, legnagyobb merülése (a hajó elülső részénél) 8,21 m volt. A tervezett standard vízkiszorításuk 13 191 t volt, ami teljes terheléssel 14 218 tonnára nőtt. A hajótestüket keresztirányú és hosszanti acélbordázattal építették. A bordázat által alkotott szerkezethez szegecsekkel erősítették hozzá a hajótest acéllemezeit. A hajótestet tizenkét vízhatlan részlegre osztották. A Pommern egyedüliként tizenhárom ilyen részleggel rendelkezett. A hajótest hosszának 84%-ában kettős fenékkel rendelkezett.
Mivel a Deutschland és a Hannover zászlóshajónak lett megépítve, hátul megnagyobbított felépítményt kaptak, hogy helyet adhassanak a megnövelt létszámú parancsnoki személyzetnek. A Deutschland nagyobb elülső parancsnoki toronnyal is rendelkezett, melyben helyet kapott a központi tűzvezető rendszer. A Pommern ugyanilyen parancsnoki toronnyal rendelkezett, de a másik három hajó tornya rövidebb volt és nem rendelkeztek a tűzvezető rendszernek helyet adó teremmel. Mind az öt egység rövid haditengerészeti árbócot kapott, melyek tetejéhez könnyebb, megfigyelő árbóckosárral rendelkező árbócrudakat csatoltak. Az osztály egységeit nehezebb volt kezelni mint a Braunschweig-osztályt, azonban stabilabb volt a haladásuk. A metacentrikus középpontja 0,98 m magasan volt, a kormányzását egyetlen kormánylapáttal oldották meg.
A hajót 708 fős legénység működtette 35 tiszt irányítása alatt. A raj zászlóshajójaként szolgáló egységen ehhez jött még további 13 tiszt és 66 fős legénység. A parancsnoki sorban második hajón két tiszt és 23 főnyi legénység volt a kiegészítés. Miután 1935-ben a Schlesienből kiképzőhajó lett, fedélzetén 29 tiszt és 559 főnyi legénység teljesített szolgálatot, amihez maximum még 214 kadét jött hozzá. A Schleswig-Holstein annyiban különbözött, hogy kiképzőhajóként a 31 tiszttel és 565 főnyi legénységgel rendelkezett és ehhez járulhatott legfeljebb 175 kadét. Az osztály egységeinek fedélzetén 2 őrhajó, egy tengernagyi bárka, két motorcsónak, egy pinásszé, két kutter, két jolle és két dingi kapott helyet. Ezeket egy pár, a hajó oldalán, középen elhelyezett nagyméretű daruval tették vízre vagy emelték ki onnan. A Deutschlandnál ezek a daruk előrébb kaptak helyet mint a testvérhajóinál.

### Meghajtás
A hajók három darab, háromszoros expanziójú gőzgépekkel voltak ellátva, melyek mindegyike egy-egy hajócsavart forgatott meg. A két külső hajócsavar háromszárnyú volt 4,8 m átmérővel, míg a középső hajócsavar négyszárnyú volt és 4,5 m volt az átmérője. Mindegyik hajtóműnek külön gépterme volt. A Deutschland nyolc vízcsöves kazánnal és hat tűzcsöves kazánnal rendelkezett, de a többi hajó egységesen 12 vízcsöves kazánt kapott. Üzemanyagként mindegyik kazánhoz szén szolgált. Ezeket három kazánteremben helyezték el és mindegyikhez a hajó egy-egy kéménye kapcsolódott. A Deutschland hajtóműveinek becsült teljesítménye 16 000 le, míg a másik négyé 17 000 le volt. A tervezett sebességük 18 csomó volt, azonban ezt mind az öt hajó túlteljesítette a próbajáratai során. A Deutschland ténylegesen elért 17 000 le teljesítménnyel 18,6 csomóra volt képes, míg a testvérhajói 17 696-19 330 le-vel 18,5-19,1 csomós sebességgel voltak képesek haladni. A leggyorsabbnak közülük a Schleswig-Holstein bizonyult. A Deutschland szénraktárait úgy tervezték meg, hogy 700 t szénnek adjanak helyet. Ezt a kapacitást a testvérhajóinál 850 tonnára növelték. További szén tárolására alkalmas helyek feltöltésével 1540-1750 t szenet is magukkal vihettek. A maximális hatótávolságuk ezáltal 4800 tmf (8890 km) volt 10 csomós cirkálósebesség mellett. A négy turbógenerátor 260 kW 110 voltos áramot állított elő.

### Fegyverzet

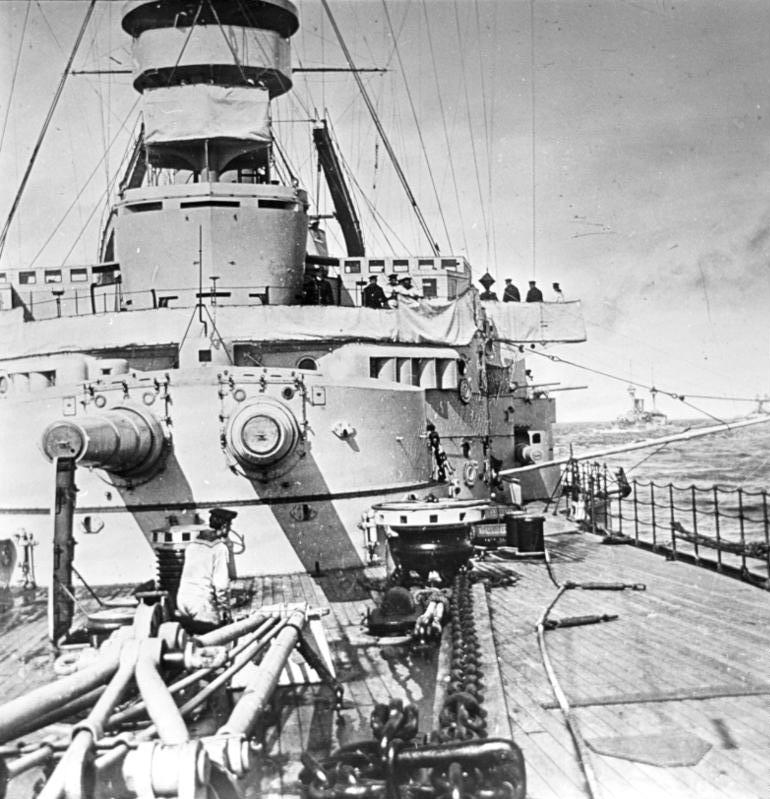
A Deutschland elülső lövegtornya a két nehézágyúval

A hajók fő fegyverzete ugyanaz volt, mint a Braunschweig-osztályé. A nehéztüzérségét négy 28 cm SK L/40 jelzésű gyorstüzelő löveg adta, melyeket kettesével helyeztek el hidraulikusan mozgatott tornyokban. A lövegtornyok a középvonalon, a felépítmény előtt és mögött kaptak helyet. A DrL C/01 jelzésű tornyok lövegeit −4 fokig lehetett süllyeszteni és +30 fokig emelni. Utóbbi maximális csőemelkedés mellett a 240 kg tömegű lövedékeket a 820 m/s torkolati sebességgel 18 800 m távolságra lehetett kilőni. A 28 cm-es lövedékekből 360-at tudott elraktározni, így 85 jutott minden ágyúcsőre.
A másodlagos fegyverzetet 14 darab 17 cm SK L/40 jelzésű gyorstüzelő ágyú képezte, melyekből 7-7 volt elhelyezve kazamatákban a hajó két oldalán. 5-5 a felső fedélzeten egyvonalban volt elhelyezve, 2-2 pedig egy fedélzettel feljebb a felépítményben, annak a sarkainál. Az ágyúk lövedékei 64 kg tömegűek voltak és 850 m/s torkolati sebességgel lehetett kilőni őket. A 17 cm űrméretű ágyúkra azért esett a választás a másodlagos fegyverzet kiválasztásakor, mert ezek lövedékei voltak a legnagyobb, még kézi erővel mozgatható lövedékek. E lövegeket +22 fokos állásig lehetett emelni és ezzel 14 500 m maximális lőtávolságot elérni. Akár 9-10 másodpercenként is leadhattak velük lövést, amivel tűzgyorsaságuk meghaladhatta a hat lövést percenként. Minden lövegre 130 lövedék jutott.
A torpedónaszádok elleni védelemhez harmadlagos fegyverzetként 22 darab 8.8 cm SK L/35 jelzésű haditengerészeti ágyúval szerelték fel. Ezek a gyorstüzelő ágyúk a hajótestből kinyúló „fecskefészkek” (Schwalbennest) kazamatáiban, a felépítmény lőréseiben és lövegpajzsokkal ellátva a nyílt fedélzeten lettek elhelyezve. A 8,8 cm-es ágyúk lövedékei 15,4 kg tömegűek voltak és 770 m/s torkolati sebességgel lőhették ki őket. A maximális +25 fokos csőemelkedés melletti lőtávolságuk 9090 m volt. Minden lövegre 130 darab lövedék jutott. A hajókat átmenetileg felszerelték négy 3,7 cm űrméretű gépágyúval is, de ezeket hamarosan eltávolították róluk. A fegyverzetükhöz tartozott még hat darab 45 cm-es torpedóvető cső is, melyekhez 16 torpedó tartozott. A torpedóvető csöveket mind a vízvonal alatt helyezték el, és egy-egy volt a hajóorrban és a taton, illetve kettő-kettő a két oldalon. A torpedók 5,15 m hosszúak voltak és robbanófejük 147,5 kg TNT-t tartalmaztak. A célpont távolságától függően két külön sebességi beállítás közül lehetett választani. A 26 csomós sebesség mellett a hatótávolságuk 3000 m volt, míg a gyorsabb, 31 csomós beállítás mellett a hatótáv 1500 m-re csökkent.

### Páncélzat
A hajók páncélzatát Krupp cementált páncéllemezek alkották. A Deutschlandnál az övpáncélzat és a felépítmény a páncélzat-elrendezése kis mértékben különbözött a többi hajóétól. Az övpáncélzata 225 mm vastag volt a vízvonal mentén és 140 mm-esre csökkent az alsó részén. A testvérhajóinál a páncélöv vastagságát 240 mm-re növelték a vízvonalon és 170 mm-re az alsó részén. Mind az öt esetében az ily módon védett szekció az elülső barbettától a hátsóig tartott. A páncélöv ezen túlnyúló része elől és hátul is 100 mm-re csökkent. A páncélövet belülről 80 mm vastag tikfaréteggel támasztották meg. Az páncélöv felett egy sor páncéllemez volt elhelyezve, ami a kazamaták ágyúit védelmezte. Ez a védelem Deutschland esetében 160 mm, míg a másik négy hajó esetében 170 mm vastagságú volt. Az osztály mindegyik tagját parafa keszonokkal látták el, amit ezidőtájt a hajók találatok esetén való kontrollálatlan vízzel való elárasztása ellen használtak.
Az öt hajó mindegyikének fedélzetét 40 mm vastagságú páncélzat borította. Ennek a páncélzatnak az oldalsó szélei döntöttek voltak és a végeik a páncélöv alsó részéhez kapcsolódtak, melyek így a páncélöv mögött újabb védelmi vonalat képeztek az azt átütő lövedékek repeszeinek felfogására. A döntött páncélzat vastagsága 97 mm volt a hajóorrnál és a tatnál, mely részeken a páncélöv vékonyabb volt, míg a középső részen, ahol a páncélöv vastagabb volt, a döntött páncélzat vékonyabb, 67 mm-es volt. Az elülső parancsnoki torony oldalának páncélvastagsága 300 mm, a tetejének páncélvastagsága 80 mm volt. A hátulsó parancsnoki torony oldalainak páncélzata 140 mm-es vastagságú volt. A lövegtornyok páncélzata oldalt 280 mm, felül 50 mm vastag volt. A lövegtornyok barbettái 250 mm vastagságú acélból álltak.

### Átépítések

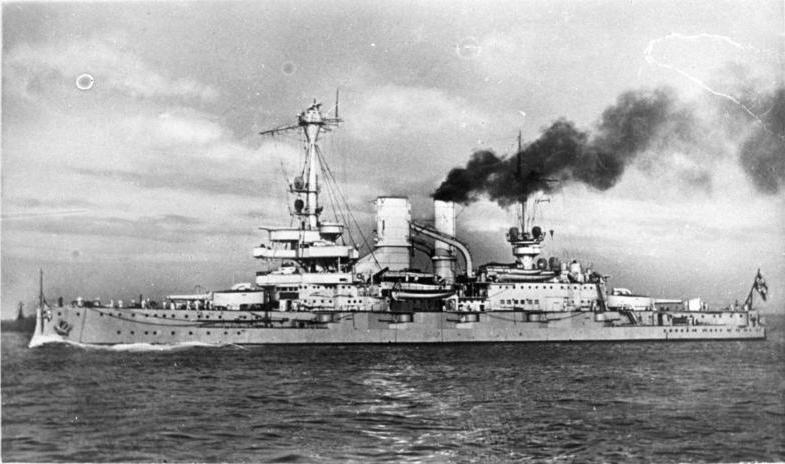
A Schleswig-Holstein valamikor 1928 és 1939 között

Az osztály egységeit számos alkalommal módosították a hosszú karrierjük során. Az árbócaikat 1909 és 1914 között változtatták meg úgy, hogy a keresőfények platformját megemelték és az elülső árbócot egy teljesen zárt megfigyelőállással látták el. A Schlesien és a Schleswig-Holstein kazánjai közül nyolc széntüzelésű helyére 1915 végén nyolc olajtüzelésű kazánt kapott. A Deutschlandnak a 8,8 cm-es lövegei közül 1916 végén kettőt eltávolítottak és a helyükre két 8,8 cm-es légvédelmi ágyút kapott. 1917 elején a tüzérségük egy részét vagy egészét leszerelték, hogy a lövegeket a szárazföldi harcok során vethessék be. A Deutschlandot 1917 végén teljesen leszerelték és a Schleswig-Holstein tüzérségét 1918-ban 4 darab 10,5 cm-es és 4 darab 8,8 cm-es lövegre csökkentették. A Schlesient hasonló módon fegyverezték át kiképzési célból.
Amint a négy megmaradt egység az 1920-as évek elején visszatért az aktív szolgálatba, a tüzérségük számos modernizáción és módosításon esett át. A Hannover tüzérségét nem csökkentették a háború alatt és így megtarthatta eredeti 28 cm-es és 17 cm-es lövegeit, de az 1921-es újbóli szolgálatba álltása idejére a 8,8 cm-es lövegeinek számát nyolcra csökkentették. Ekkor mind a hat torpedóvető csövét is kiszerelték. A Schlesient és a Schleswig-Holsteint az 1920-as évek közepén modernizálták, ami azzal járt, hogy visszakapták a 28 cm-es lövegeiket, de a 17 cm-eseik helyére 14 darab 15 cm-es űrméretű löveget (15 cm SK L/45) kaptak és a Hannoverhez hasonlóan nyolc darab 8,8 cm-es ágyút. Nagy, kör alakú előárbócokat is kaptak, melyek nagyméretű megfigyelőállásokkal rendelkeztek. A Schlesien két elülső kéményét eltávolították és helyükre egy nagyobb méretűt kapott. A Schleswig-Holsteinéit is hasonlóképpen módosították 1928-ban. A Schlesien elülső „fecskefészkeit” befedték.

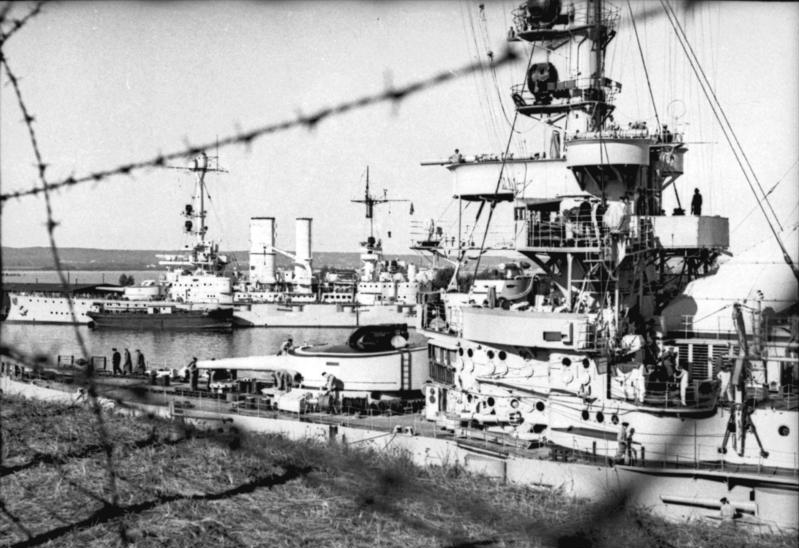
A Schlesien és a Schleswig-Holstein 1939-ben

A hajókon 1930-ban és 1931-ben újabb módosításokat hajtottak végre. A Hannover két, vízfelszín felett elhelyezett 50 cm-es torpedóvető csövet kapott és a 8,8 cm-es lövegei közül négyet hasonló kaliberű légvédelmi lövegre cseréltek, továbbá hasonló árbócot kapott, mint a testvérhajói és az elülső „fecskefészkeket” nála is befedték. A Schlesien és a Schleswig-Holstein 15 cm-es lövegei közül kettőt-kettőt eltávolítottak, mind a kettő hajót négy 50 cm-es torpedóvetővel látták el és a 8,8 cm-es lövegei helyére négy darab 8,8 cm-es légvédelmi ágyút kaptak. Mindkét hajó egy újabb pár 15 cm-es ágyúját távolították el 1935-ben. A Schlesien ezzel egyidőben kapott négy darab 2 cm-es légvédelmi gépágyút. A Schleswig-Holstein ezekre a gépágyúkra 1936-ban tett szert és ekkor a „fecskefészkeit” is eltávolították. Kiképzőhajóvá való átalakítása részeként a Schlesien megmaradt széntüzelésű kazánjait 1938-ban kiszerelték és a kazántermeikből a kadétok elhelyezésére és képzésére hasznosítható teret alakítottak ki. E kazánterem eltávolításával a hozzátartozó kéményt és vezetékeit is eltávolították, így a hajó kétkéményessé vált.
A második világháború kitörése után mindkét hajó fegyverzetén számos módosítást hajtottak végre, főként a légvédelmük terén. A Schleswig-Holstein ebben az évben további nyolc 2 cm-es légvédelmi ágyút kapott. 1940 februárjában a Schlesien légvédelmét erősítették meg négy 3,7 cm L/83 légvédelmi gépágyúval. Áprilisban ennek a hajónak a megmaradt tíz 15 cm-es ágyúját mind eltávolították, míg a Schleswig-Holsteinből csak három ilyet szereltek ki. Augusztusban a Schlesien 3,7 cm-es gépágyúit leszerelték és a Schleswig-Holstein fegyverzetét csaknem teljesen leszerelték és csak a 28 cm-es ágyúit hagyták meg. A következő évben négy 8,8 cm-es ágyút, négy 3,7 cm-es gépágyút és három 2 cm-es gépágyút kapott. 1943-ra a Hannovert átépítették a célhajóként való alkalmazásához, amihez felépítményei nagy részét elbontották és az összes ágyúját leszerelték, így csak az üres lövegtornyai maradtak meg. A Schlesien ebben az évben visszakapta a 3,7 cm-es gépágyúit és 1944-ben egy pár 4 cm-es Bofors gépágyút kapott újabb 16 darab 2 cm-es gépágyúval együtt, mely utóbbiak száma így húszra növekedett. Később az év folyamán a 8,8 cm-eseket hat 10,5 cm-es légvédelmi ágyúra cserélték, a Boforsok számát hétre vagy tízre, a 2 cm-esekét 18-ra vagy 22-re növelték. A Schleswig-Holsteint is ehhez hasonlóan fegyverezték át, de nem végeztek a munkálatokkal az elvesztése előtt. A 10,5 cm-es ágyúk közül hatot, a Boforsok közül tizet, a 2 cm-es gépágyúk közül 26-ot kellett volna kapnia a tervek szerint a meglévő 3,7 cm-es gépágyúk mellé.

## Építésük táblázata
| Hajó               | Építő                            | Gerincfektetés      | Vízrebocsátás        | Átadás             |
| ------------------ | -------------------------------- | ------------------- | -------------------- | ------------------ |
| Deutschland        | Germaniawerft, Kiel              | 1903. június 20.    | 1904. november 19.   | 1906. augusztus 3. |
| Hannover           | Kaiserliche Werft, Wilhelmshaven | 1904. november 7.   | 1905. szeptember 29. | 1907. október 1.   |
| Pommern            | AG Vulcan, Stettin               | 1904. március 22.   | 1905. december 2.    | 1907. augusztus 6. |
| Schlesien          | Schichau-Werke, Danzig           | 1904. november 19.  | 1906. május 28.      | 1908. május 5.     |
| Schleswig-Holstein | Germaniawerft, Kiel              | 1905. augusztus 18. | 1906. december 17.   | 1908. július 6.    |

## Szolgálatuk

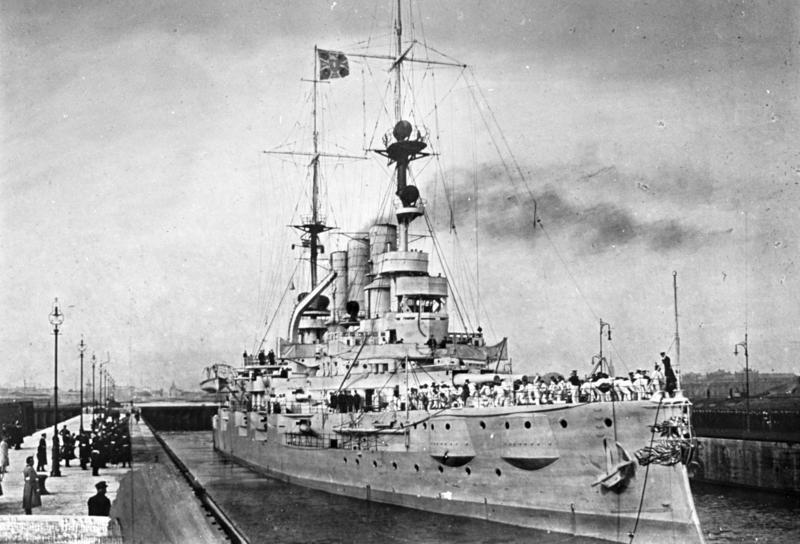
A Deutschland a Vilmos-császár-csatornán 1912-ben

A Deutschland az 1906-os szolgálatba állításakor a Kaiser Wilhelm II csatahajót váltva a flotta zászlóshajója lett és 1913-ig, a Friedrich der Große szolgálatba állításáig az is maradt. Az osztály többi egységének átadásával a Honi Flottát (Heimatflotte) 1907-ben a Nyílt-tengeri Flottává (Hochseeflotte) szervezték át. Ez idő alatt a Deutschland-osztály egységeit az I. csatahajórajhoz (Geschwader I) és a II. csatahajórajhoz osztották be. Végül II. csatahajórajban vonták össze öket, melyet a Braunschweig-osztály három egységével együtt alkottak az 1910-es évek elejétől, miután az újabb építésű Nassau-osztály és Helgoland-osztály modern egységei váltották le őket az I. csatahajórajnál. A Hannover előbb az I. raj zászlóshajójaként, majd a későbbiek folyamán a II. raj helyettes parancsnokának zászlóshajójaként szolgált.
A hajók békebeli szolgálata meglehetősen eseménytelenül, főként a rutinszerű gyakorlatozásokkal telt. A raj- és flottaszintű hadgyakorlatokra áprilisban és májusban került sor minden évben, a flotta cirkálóútját rendszerint júniusban és júliusban tették meg, amit augusztus végén és szeptember folyamán a flotta éves nagy hadgyakorlata követett. A flotta nyaranta rendszerint a norvég vizekre hajózott fel II. Vilmos jachtjának társaságában, bár 1908-ban és 1909-ben a flotta hosszú távú utat tett az Atlanti-óceánra, látogatást téve Spanyolországban, a Kanári-szigeteken, az Azori-szigeteken és Portugáliában. E két nagyobb út megtételéhez az akkori flottaparancsnok, Henrik herceg ragaszkodott, aki előre látta a nagyobb távolságokra végrehajtandó hadműveletek szükségességét. Az 1914 júliusi nyári út során a flotta ismét elhajózott Norvégiába, de nem hajózott fel messze északra a partok mentén a júliusi válság miatt.

### Első világháború

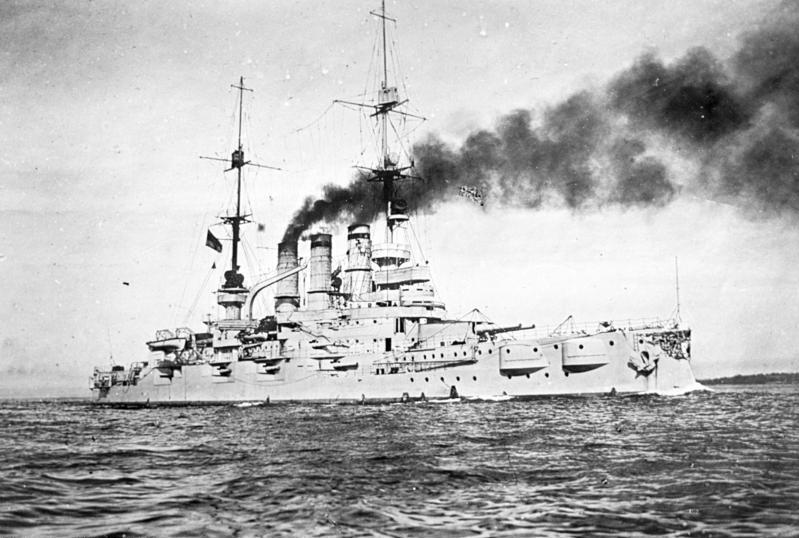
A tragikus sorsú Pommern

A világháború kitörését követően a német flotta az angol partok elleni támadásokkal igyekezett harcra bírni a britek Grand Fleetjének egy kisebb részét és az erőfölényét kihasználva megsemmisíteni azt. Több ilyen összecsapás megvívása révén tervezték volna kiegyenlíteni az erőviszonyokat, ami után már felvállalták volna a főerők közötti összecsapást is. Az I. felderítőcsoport csatacirkálói hajtották végre a szárazföldi célpontok elleni tüzérségi támadást, miközben a Hochseeflotte csatahajórajai távolabbról biztosították őket. Ilyen módon került sor a yarmouthi rajtaütésre 1914 novemberében, a scarborough-i rajtaütésre 1914 decemberében és a lowestofti rajtaütésre 1916 áprilisában. Mind az öt egység a flottával tartott ezeken a bevetéseken, de a kívánt összecsapásra egyiken sem került sor. A hadműveletek között a II. raj az Elba torkolatában járőrözött, hogy a Német-öböl védelmét ellátó könnyebb egységeket támogassa. Emellett a viszonylag biztonságos Balti-tengeren hajtottak végre gyakorlatokat. 1915 februárjában a Deutschland lett a II. raj zászlóshajója.
Az 1916 májusának végén végrehajtott, a brit flotta egy részének előcsalogatását célzó hadművelet a skagerraki csatához vezetett. A Deutschland-osztályt is a soraiban tudó II. csatahajóraj Franz Mauve ellentengernagy parancsnoksága alá tartozott. Mivel jelentősen lassabbak voltak a német csatavonal többi egységénél, a csata első fázisában nem jutottak szerephez. A csataflották között május 31-ike estéjén való érintkezéskor az öt Deutschland-osztályú egység a megviselt csatacirkálók segítségére sietett mikor Mauve a raját közéjük és a velük harcban álló brit csatacirkálók közé manőverezte. A sötétedésben a németek nehezen vették ki az ellenfeleik körvonalait a keleti láthatáron és ezért nem tudtak találatokat elérni. A britek viszont három találatot értek el rajtuk és a Pommernnek rövid ideig el ki kellett válnia a csatasorból. Mauve ezután elszakadt az ellenségtől. Ezt követően a II. raj a német csatasor végére helyezkedett. Ez volt az egyetlen összecsapásuk az ellenség kapitális hajóival a csata során. A német flotta éjszaka az ellenség utóvédjeként elhelyezett könnyű erők vonalain áttörve igyekezett hazajutni és eközben több összecsapásra került sor. Az egyik során a Pommernt eltalálta legalább egy torpedó, amit vélhetőleg az Onslaught romboló lőtt ki és ez az egyik lőszerraktárában robbanást idézve elő levegőbe repítette az egész hajót.
A Skagerraknál szerzett tapasztalatok alapján a németek arra jutottak, hogy a modern dreadnought-mintájú csatahajók közötti összecsapásokban a régebbi építésű pre-dreadnoughtoknak nincs helyük és ezért az 1916-os év hátralévő részében már csak partvédelmi feladatokat kaptak az Elba torkolatánál, esetenként a Dán szorosokban. 1917 augusztusában a II. csatahajórajt feloszlatták és a hajóinak többségét másodlagos feladatok elvégzésére osztották be miután részben lefegyverezték őket, hogy az ágyúikat a szárazföldi harcokban alkalmazhassák. A Deutschland és a Schleswig-Holstein barakkhajó, a Schlesien pedig kiképzőhajó lett. A Hannover megmaradt az aktív szolgálatban és őrhajó lett a dán szorosokban.

### A két háború között

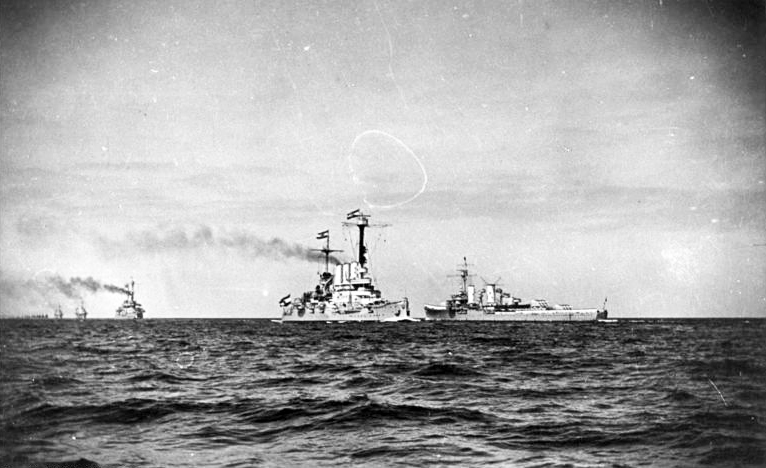
A Hannover vagy a Schleswig-Holstein az 1929-es hadgyakorlaton egy Königsberg-osztályú könnyűcirkálóval

A háború elvesztése után a versailles-i békeszerződés diktátumai jelentősen csökkentették a német hadiflotta méretét és legnagyobb hajókként csak a Braunschweig- és a Deutschland-osztály egységei közül tarthattak meg hatot aktív szolgálatban, illetve még kettőt tartalékállományban. A Deutschlandot 1920-ban kivonták a flotta állományából és 1922-re lebontották, de a másik hármat megtartotta a Birodalmi Haditengerészet (Reichsmarine). Mind a hármat jelentősen modernizálták a 20-as évek elején, felkészítve őket ezzel az aktív szolgálatra. A Hannover lépett elsőként szolgálatba 1921-ben és lett a flotta zászlóshajója, mely szerepet a Braunschweiggal felváltva töltött be ezután. A Schlesien és a Schleswig-Holstein az évtized közepéig szolgálaton kívül maradtak. Ekkor átfegyverezték őket és az 1926-os újbóli szolgálatba állítását követően a Schleswig-Holstein lett a flotta zászlóshajója. A Hannover modernizálására a 20-as évek végén került sor, miután az ismét szolgálatba állított Schlesien átvehette a helyét.
Az 1920-as évek során a hajók a háború előttiekhez hasonló hadgyakorlatokon vettek részt. Ennek megfelelően egész éven át tartó gyakorlatokat tartottak és távolabbi vizekre tettek cirkálóutakat, legmesszebb a Földközi-tengerig elhajózva. A hajók gyakran keresték fel a norvég vizeket a császári idők tradícióit követve. A Hannover 1931 szeptemberében kivonták a szolgálatból és többé már nem került oda vissza, bár tervezték célhajónak való átalakítását. A Schleswig-Holstein és a Schlesien a 30-as évek elején aktív szolgálatban voltak, de a Deutschland zsebcsatahajó (Panzerschiff) 1933-as szolgálatba állításával a Schlesient is kivonták az aktív szolgálatból, hogy aztán kiképzőhajóként alkalmazzák. A Schleswig-Holstein hasonló átépítésére 1935-1936-ban került sor. A két hajó az évtized hátralévő részét tengerészkadétok képzésével töltötte, melynek során a Schlesien 1936-1937-ben egy hosszú, Észak- és Dél-Amerikát érintő utat tett. Időközben Adolf Hitler és az NSDAP került hatalomra Németországban és programjuk közé tartozott az újrafegyverkezés is, ami később agresszív külpolitikával párosulva a második világháborúhoz vezetett.

### Második világháború

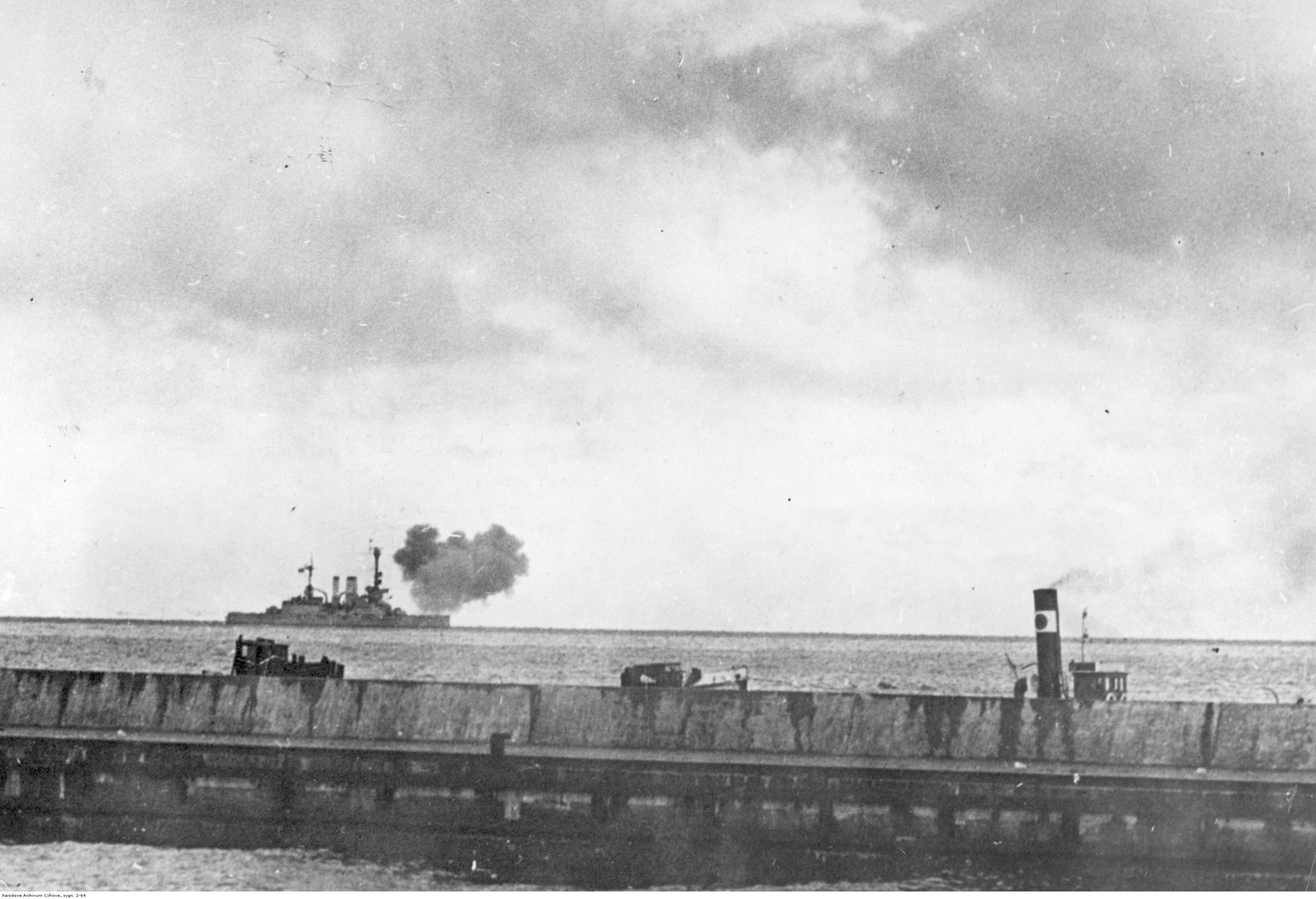
A Schlesien löveti a Hela-félsziget megerődített körzetét

A Schleswig-Holstein a világháború előestéjén, 1939 augusztusában Danzighoz hajózott és a Westerplatte-félsziget lengyel erődjének közelében vetett horgonyt szeptember 1-én reggel. A Westerplattéra leadott első lövéseit hagyományosan a háború első lövéseiként tartják számon, bár a szárazföldi hadműveletek keretében már korábban is sor került harcokra. Az első német támadást a lengyel védők visszaverték és az erőd szeptember 7-ei kapitulációjáig a Schleswig-Holstein tüzével támogatta a hadműveleteket. A hónap későbbi részében a Schlesien és a Schleswig-Holstein együtt lőtték a partmenti lengyel állásokat, közte a Hela-félsziget erődítéseit is. A lengyel hadjáratot követően a hajók visszatértek a kiképzői feladataikhoz és 1940 elején a Schlesient jégtörőként alkalmazták a Balti-tengeren.
A Schlesien és a Schleswig-Holstein ezt követően részt vett Dánia és Norvégia megszállásában 1940 áprilisában. A Schleswig-Holsteint ezután ismét kivonták a frontszolgálatból és kiképzőhajóként szolgált, míg a Schlesien továbbra is jégtörői feladatokat látott el. 1941 márciusában a Schlesien aknarakókat kísért a Balti-tengeren. A hadműveletről való visszatérése után Gotenhafenben barakkhajó lett belőle.
A Hannover lebontásához 1944-ben láttak hozzá és 1946-ra végeztek a munkálatokkal. 1944 közepén a Schlesien és a Schleswig-Holstein légvédelmi fegyverzetét jelentősen megerősítették, hogy légvédelmi hajókként alkalmazhassák őket Gotenhafen kikötőjében. A Schleswig-Holstein ellen brit bombázók hajtottak végre támadást 1944 decemberében és bár megfeneklett a sekély vízben, a fegyvereit még lehetett használni. Miután egy tűz tartósan használhatatlanná tette a hajót, a legénységét a partra küldték, hogy Marienburg védelmében nyújtson segítséget. A Hannovert 1944-ben elkezdték lebontani és a munkálatok 1946-ig eltartottak. A Schlesien Gotenhafen közelében nyújtott tüzérségi támogatást a szárazföldi csapatoknak 1945. március 15. és 21. között. Áprilisban a Schlesien Swinemündéhez ment a lőszerkészletének feltöltése és 1000 sebesült frontkatona evakuálása végett. Május 3-án Swinemünde előtt aknára futott és másnap a legénysége a sekély vízben elsüllyesztette. A Schleswig-Holsteint és a Schlesient is helyben bontották le a háború után.

## Fordítás
- Ez a szócikk részben vagy egészben  a   Deutschland-class battleship című angol Wikipédia-szócikk ezen változatának fordításán alapul.  Az eredeti cikk szerkesztőit annak laptörténete sorolja fel. Ez a jelzés csupán a megfogalmazás eredetét és a szerzői jogokat jelzi, nem szolgál a cikkben szereplő információk forrásmegjelöléseként.

## További olvasmányok
- Conway's All the World's Fighting Ships: 1860–1905. London: Conway Maritime Press (1979). ISBN 978-0-85177-133-5
- Die Panzer- und Linienschiffe der Brandenburg-, Kaiser Friedrich III-, Wittlesbach-, Braunschweig- und Deutschland-Klasse (german nyelven). Bonn: Bernard & Graefe Verlag (2001). ISBN 978-3-7637-6211-8
- Weir, Gary E.. Building the Kaiser's Navy: The Imperial Navy Office and German Industry in the Tirpitz Era, 1890–1919. Annapolis: Naval Institute Press (1992). ISBN 978-1-55750-929-1